# Les Moëres, Nord

Les Moëres este o comună în departamentul Nord, Franța. În 1 ianuarie 2018 avea o populație de 988 de locuitori.